# Állami szerv
Az állami szerv az állam jogszabályok által meghatározott valamennyi szervezetének gyűjtőneve. 
Az állami szervek jog- és feladatkörét az adott állam jogrendje határozza meg, beleértve ezek típusait és elnevezését.

## Az állami szervek típusai
A modern parlamenti demokrácia állama a hatalommegosztás elve alapján működik. Ezért bár állami szervek, bizonyos értelemben függetlenek egymástól 
- az államhatalom szervei (országos szinten a parlament és a köztársasági elnök, helyi szinten a helyi önkormányzatok),
- a közigazgatási szervek, élükön a Kormánnyal,
- az igazságszolgáltatás szervei: a bíróságok és
- az ügyészség,
- valamint egyes ellenőrző szervek (például Állami Számvevőszék, ombudsmanok).